# لوف تايم (مطعم)
لوف تايم هو مطعم روسي في عاصمة جمهورية داغستان، محج قلعة. يجمع بين المأكولات الروسية والأوروبية والقوقازية والآسيوية.
أدرج المطعم في عام 2020 في كتاب السجلات الروسي لصنعه أكبر سوشي في روسيا.

## تاريخ
افتتح المطعم لأول مرة في 28 أكتوبر 2009 في محج قلعة، في شارع ياراج في مركز التسوق هرج. انتقل المطعم إلى مبنى جديد في 1 أكتوبر 2017 في شارع قاديروف 122-124.
فاز بترشيح «مطعم العام» في عام 2018.  أدرج المطعم في عام 2020 في كتاب السجلات الروسي لصنعه أكبر سوشي في روسيا. في المستقبل القريب، من المخطط افتتاح مطعم جديد في 126 شارع قاديروف. سيصنع المطعم على طراز داغستان الشعبي. احتاج إنشاء سوشي من ثلاث طبقات 250 كجم من الأرز، 190 كجم من فيليه الدجاج، 10 كيلوغرام من المايونيز بالإضافة إلى الخليط والمفرقعات وأوراق النوري. كان ارتفاعه 90 سم، وقطر الطبقة السفلى 1.5 متر.

## مطبخ
يقدم المطعم أطباق من مختلف دول العالم في قائمته. حيث تتوفر وجبات من المطبخ الأوروبي والآسيوي والياباني والقوقازي.

## صدقة
يحول رئيس المطعم ما شابانوفا بانتظام جزءًا من الأرباح إلى مؤسسة بيور هيرت الخيرية، التي توجد في محج قلعة.

## روابط خارجية
- الموقع الإلكتروني